# Tricypha ochrea
Tricypha ochrea là một loài bướm đêm thuộc phân họ Arctiinae, họ Erebidae.